# Сьмелін
Сьмелін (пол. Śmielin) — село в Польщі, у гміні Садки Накельського повіту Куявсько-Поморського воєводства.
Населення — 650 осіб (2011).
У 1975-1998 роках село належало до Бидгощського воєводства.

## Демографія
Демографічна структура станом на 31 березня 2011 року:
|          | Загалом | Допрацездатний вік | Працездатний вік | Постпрацездатний вік |
| -------- | ------- | ------------------ | ---------------- | -------------------- |
| Чоловіки | 325     | 73                 | 232              | 20                   |
| Жінки    | 325     | 64                 | 213              | 48                   |
| Разом    | 650     | 137                | 445              | 68                   |